# Ipomoea tricolor
A Ipomoea tricolor popularmente conhecida como Gloria da Manhã  (Morning Glory) um nome com o qual são conhecidas muitas espécies de Ipomoeas, em especial as variedades da Ipomoea purpurea. É uma trepadeira anual da família das Convolvulaceas, uma planta bela e ornamental para sacadas, cercas e suportes em geral. De flores azuis rajadas com cinco pontas formando uma estrela de centro amarelo em cada flor, uma única planta pode crescer bastante e produzir muitas flores e sementes.

## Composição bioquímica
Atualmente esta planta bastante difundida como ornamental, mais recentemente vem sido  alvo de várias pesquisas científicas a respeito de seus componentes farmacológicos, dentre os descobertos estão vários alcaloides ergolínicos e Tricolorina A, um agente de alto potencial de aproveitamento na agricultura no campo da Alelopatia, já empregadas com sucesso em culturas de plantas C4.
É bastante difundida a informação que sementes desta planta possuem Ergina  e que são utilizadas da mesma maneira da Argyreia nervosa. Supõem-se ainda que  a presença de ergina em suas sementes é resultado da sintetização feita por um fungo. [carece de fontes?]  Segundo Meira et al. desde eu tricolor foram isoladas vários alcalóides ergolinicos além do dihydrolysegol, isolysergol mas somente da Ipomoea violacea L. (para os citados autores, uma outra espécie) a egine, erginine 

## Uso tradicional
A Ipomoea tricolor (Convolvulus tricolor) óriginária da Europa contém os mesmos alcalóides psicoativos que a Ipomoea violacea , e possivelmente era a planta utilizada na medicina Asteca, denominada como  "Tlitliltzin", a palavra Nahuatl para "Negro", com um sufixo "reverencial", empregada em rituais de cura xamânica.  Como dito alguns autores consideram a I. violácea e I. tricolor uma mesma planta 
O  "Tlitliltzin" ou  "Badoh Negro" (Ipomoea violacea), entre outras espécies, era também designado como "Ololiuqui" conforme relato de Shultes e Hofmann (o.c.) contudo o "Cóatl-xoxouhqui" (serpente verde) a principal planta cujas sementes são o "Ololiuqui" corresponde segundo esses autores à Turbina corymbosa.

## Galeria variedades daIpomoea tricolor

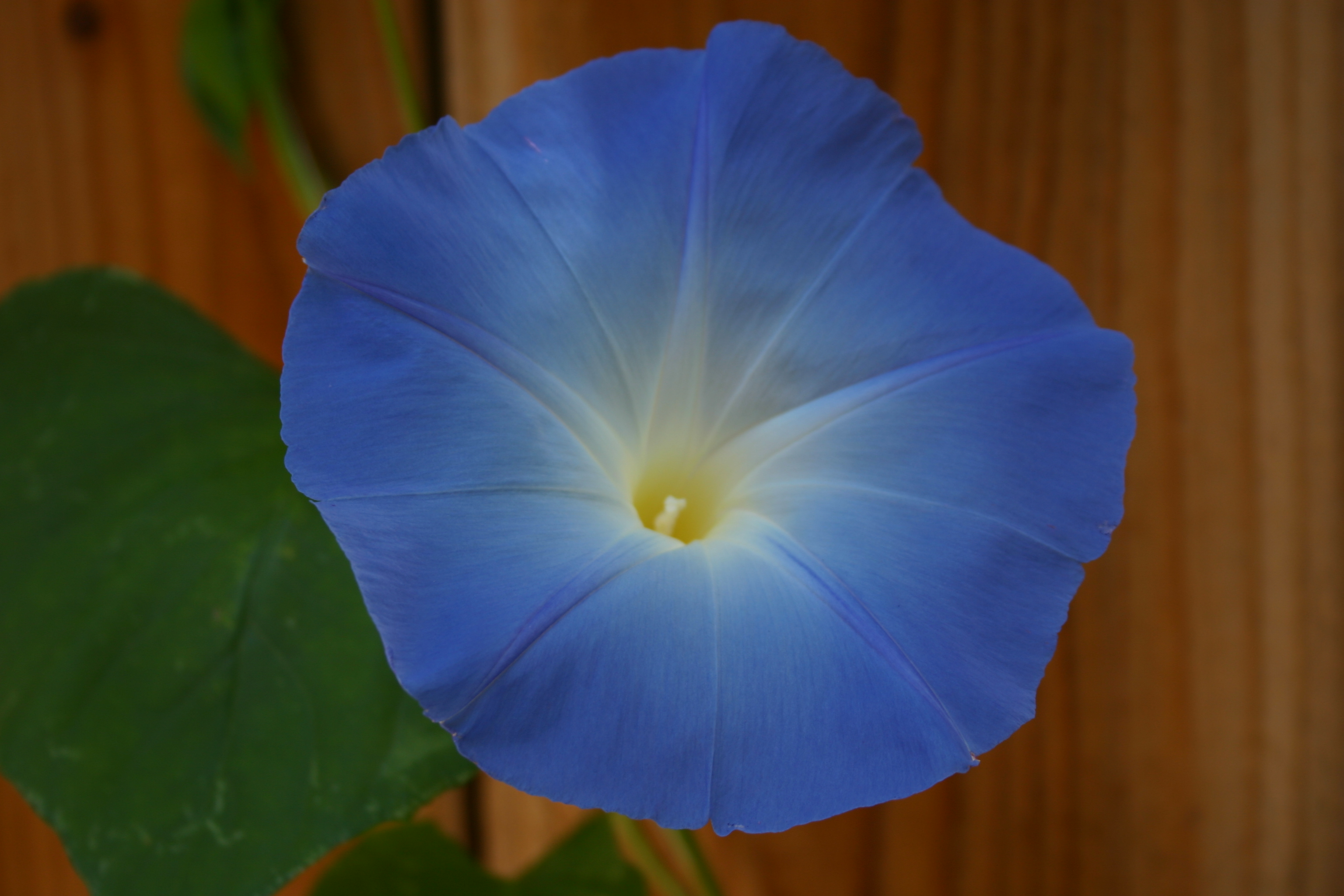
"Heavenly Blue"
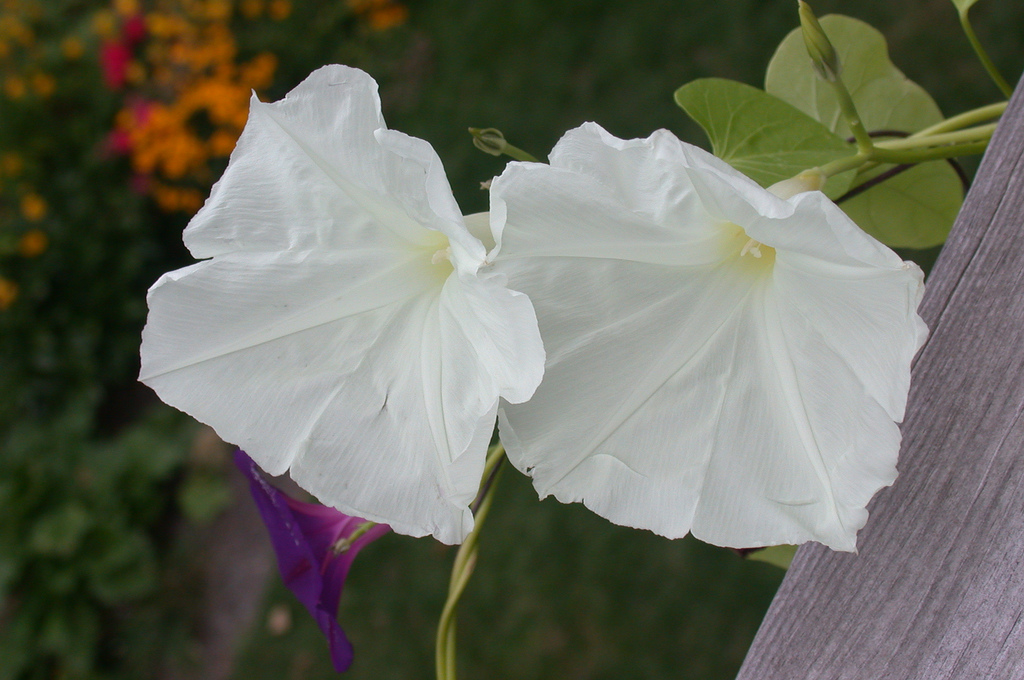
"Moonflower"
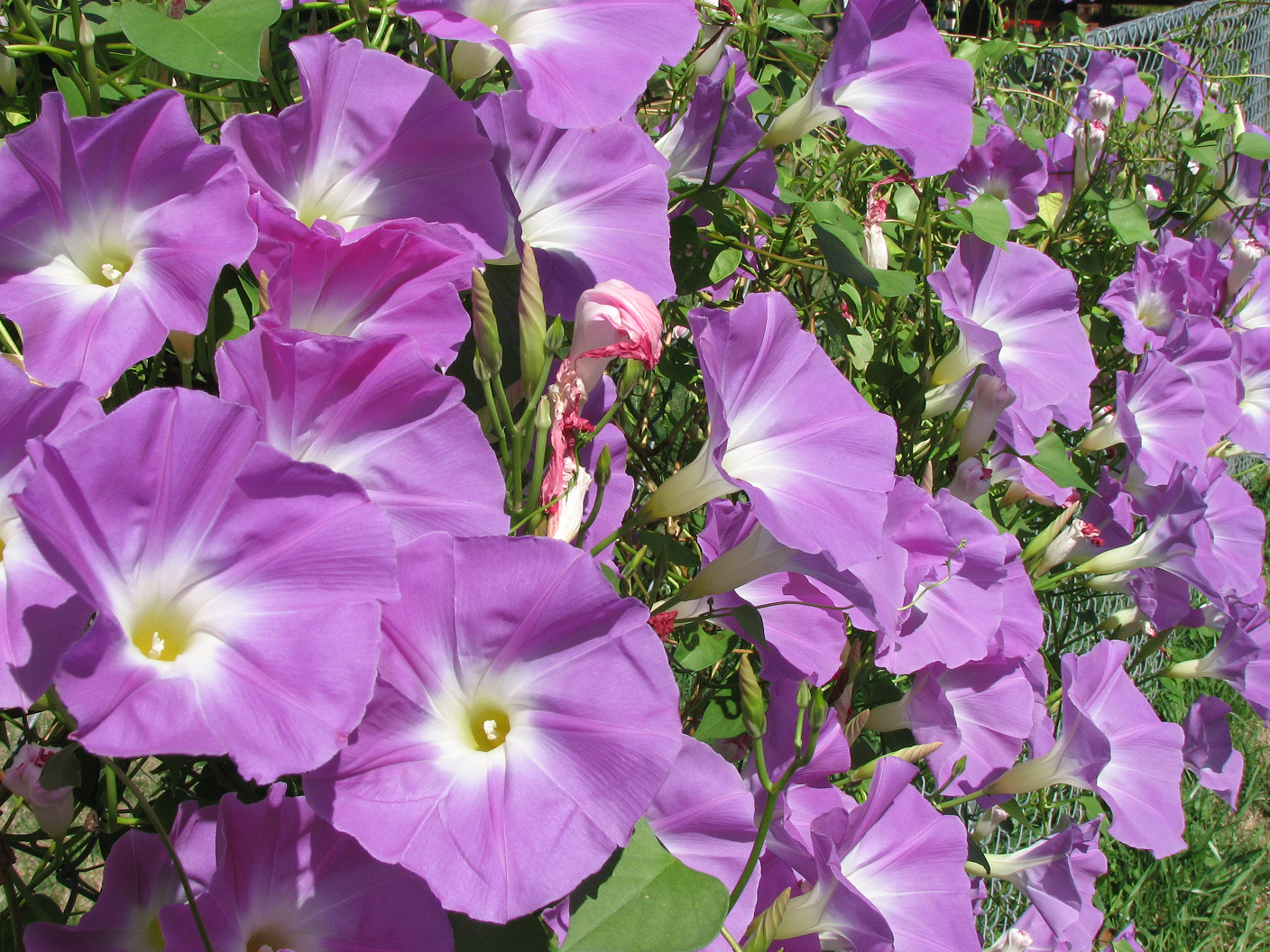
'Wedding Bells'
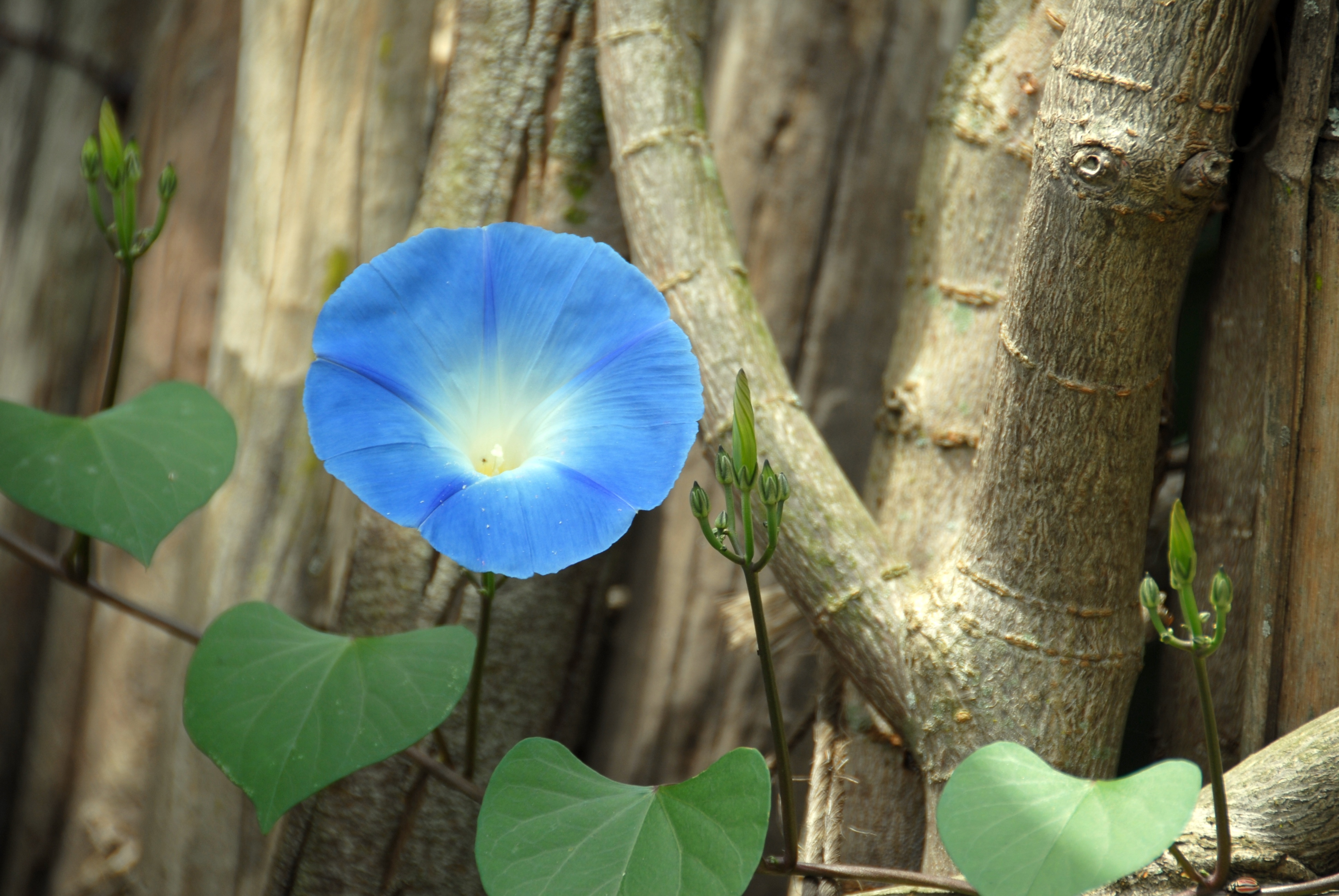
Ipomea tricolor (África)
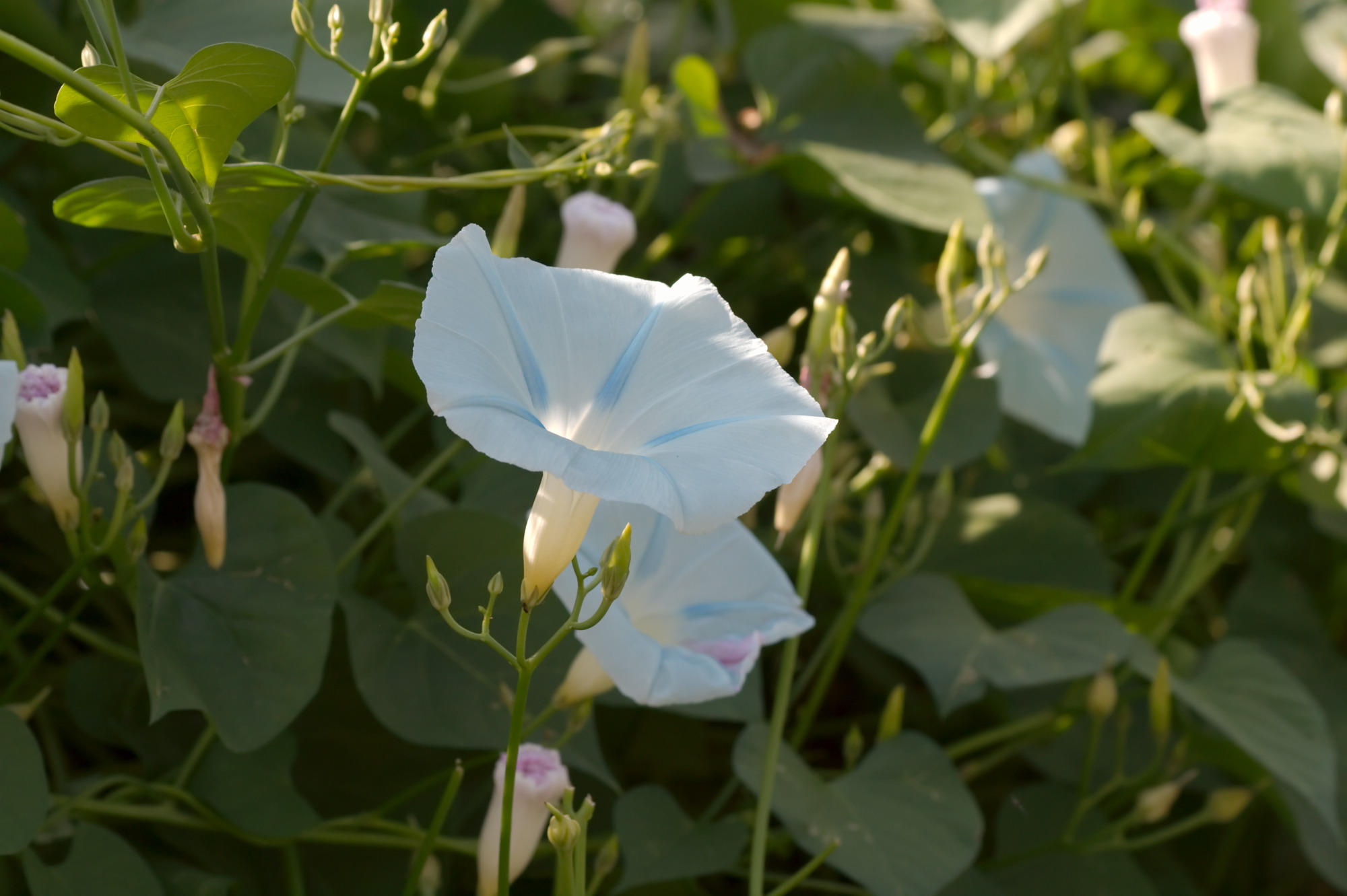
Ipomea tricolor Illinois park (EUA)
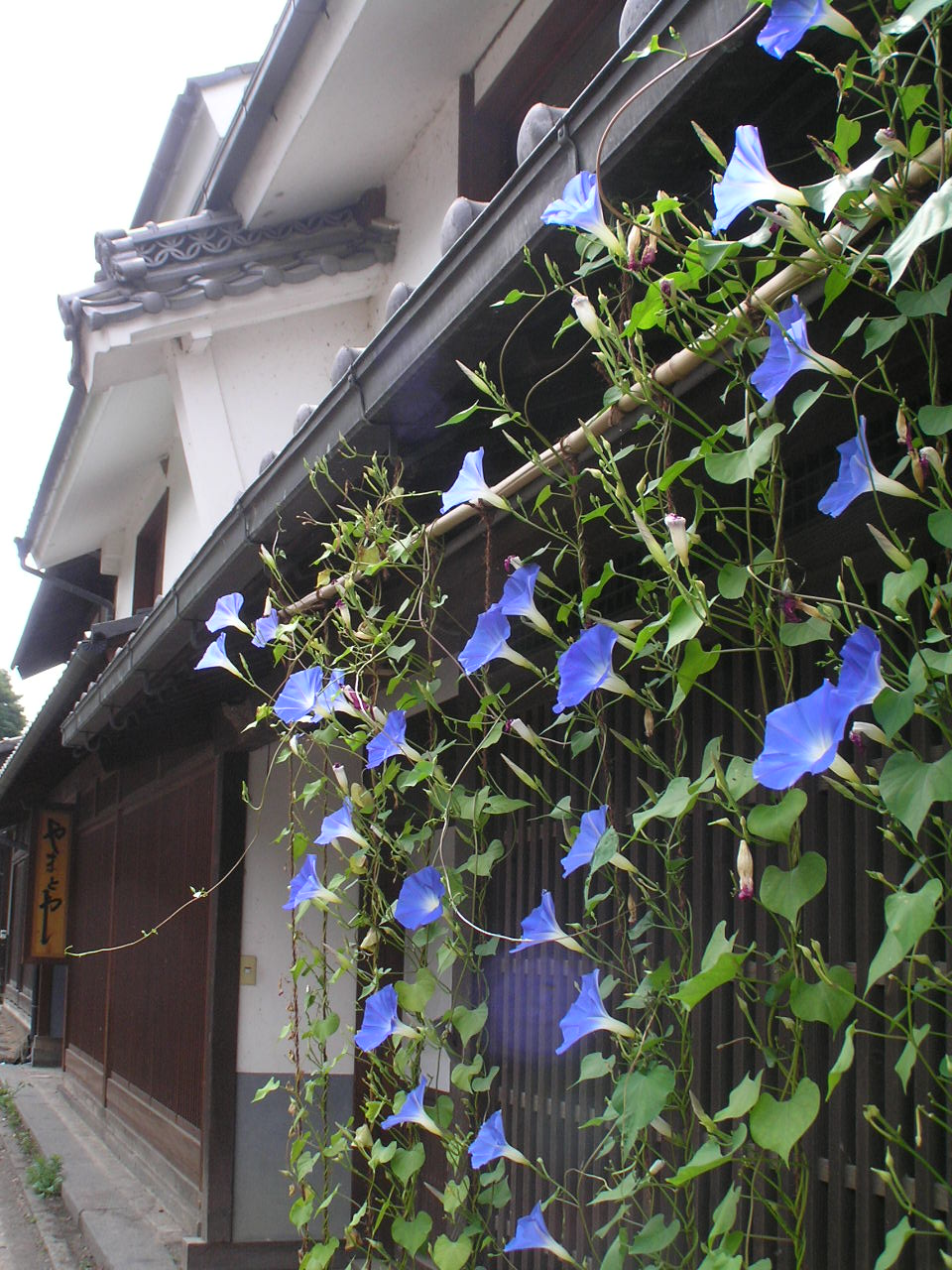
Ipomoea nil,海野宿
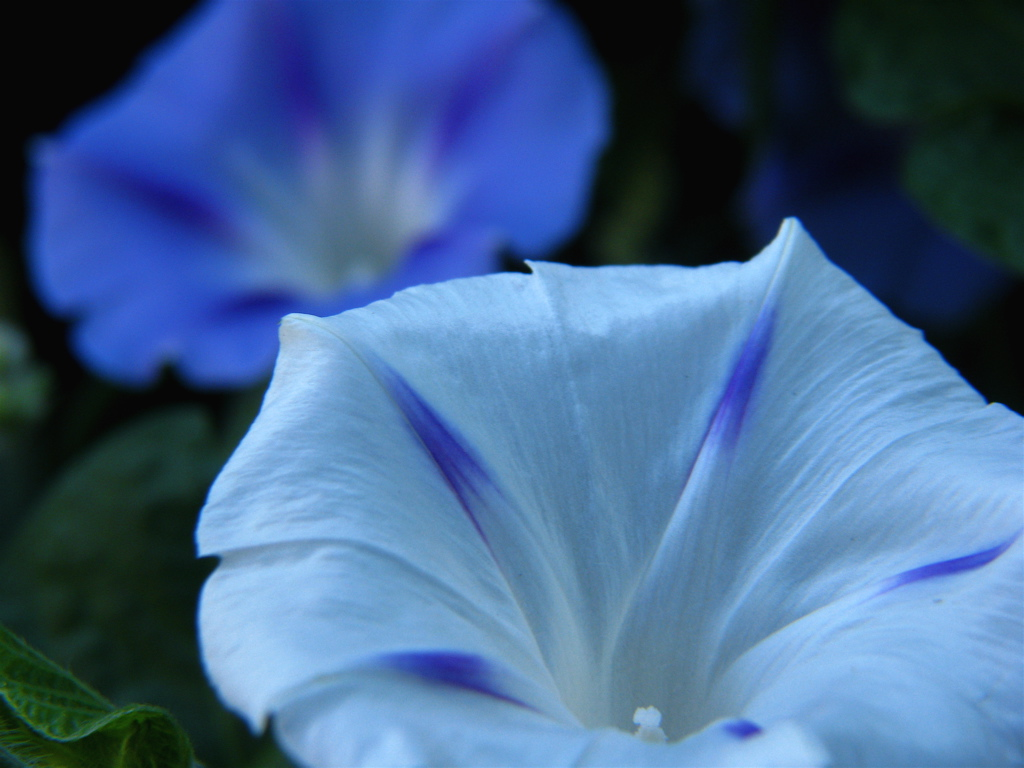
Ipomea tricolor Pennsilvânia (EUA)

## Ver também

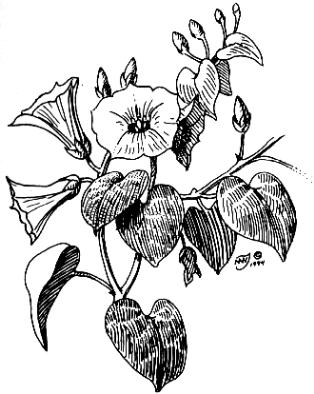
Turbina ou Rivea corymbosa